# Poàcies
Les poàcies o gramínies (Poaceae o Gramineae) són una família de plantes herbàcies o llenyoses de l'ordre de les Poales; constitueixen la branca arcaica de les angiospermes. Corresponen a la família de les gramínies en sistemes de classificació clàssics com el de Linné.
Tenen tiges cilíndriques anomenades palla si són herbàcies i canyes si són llenyoses, normalment amb nusos massissos i entrenusos balmats, així com fulles esparses, compostes típicament de beina, lígula i limbe. La beina envolta la tija, mentre que la lígula és un petit apèndix membranós, o em alguns casos pelut, situat a la zona d'unió del limbe amb la beina; el limbe sol ser allargat. Les flors són generalment hermafrodites; amb periant nul o, com a màxim, representat per dues o, de vegades, tres petites peces escamoses anomenades lodícules o glumèl·lules; androceu de tres estams; gineceu d'ovari unilocular i amb dos estigmes plomosos. Tancant la flor, hi ha dues bràctees anomenades glumel·les; la glumel·la inferior o lema està ben desenvolupada i sovint presenta una aresta; la glumel·la superior o pàlea és membranosa i de vegades molt reduïda. Una o comunament diverses flors constitueixen la inflorescència elemental de les gramínies: l'espícula o espigueta, que presenta dues bràctees a la base, anomenades glumes. Les espícules es reuneixen en panícules, raïms o espigues. Tenen els fruits en cariopsis. És una família cosmopolita, amb més de 700 gèneres i 12.000 espècies.
A aquesta família pertanyen tots els cereals, de gran importància en l'alimentació humana, les pastures, de gran importància en l'alimentació animal, les canyes i els bambús.

## Subfamílies i tribus
La família Poàcies inclou les dotze subfamílies següents. S'hi indiquen també les tribus que hi pertanyen:
| - Anomochlooideae - Anomochloeae - Streptochaeteae - Aristidoideae - Aristideae - Arundinoideae - Arundineae - Bambusoideae - Bambuseae - Olyreae - Centothecoideae - Centotheceae - Thysanolaeneae - Chloridoideae - Cynodonteae - Eragrostideae - Leptureae - Orcuttieae - Pappophoreae | - Danthonioideae - Danthonieae - Ehrhartoideae - Ehrharteae - Oryzeae - Phyllorachideae - Streptogyneae - Panicoideae - Andropogoneae - Arundinelleae - Gynerieae - Hubbardieae - Isachneae - Paniceae - Steyermarkochloeae - Pharoideae - Phareae | - Pooideae - Ampelodesmeae - Aveneae - Brachyelytreae - Brachypodieae - Bromeae - Brylkinieae - Diarrheneae - Hainardieae - Lygeeae - Meliceae - Nardeae - Phaenospermatideae - Poeae - Stipeae - Triticeae - Puelioideae - Guaduelleae - Puelieae - (incertae sedis) - Eriachneae - Micraireae |

Una tretzena subfamília, Micrairoideae, no gaudeix encara del suport general i dues tribus no han estat assignades encara a cap subfamília (incertae sedis). Segons algunes fonts, el nombre total de tribus i subtribus és de 40 i 76 respectivament, i de 45 tribus segons d'altres, però sense concretar-ne el nombre de subtribus.
Pel que fa a les espècies, les poàcies es classifiquen en uns 700 gèneres que comprenen unes 11.000 espècies (dades de 2006).

## Gèneres
La següent llista de gèneres conté la majoria dels esmentats en la bibliografia botànica. En molts casos, alguns dels que hi ha llistats són sinònims. Els enllaços als sinònims porten al nom preferit del gènere.
- Acamptoclados, Achaeta, Achlaena, Achnodon, Achnodonton, Achnatherum, Achmatherum, Achneria, Achyrodes, Aciachne, Acicarpa, Acidosasa, Acostia, Acrachne, Acratherum, Acritochaete, Acroceras, Actinochloa, Actinocladum, Aegialina, Aegilopodes, Aegilops, Aegopogon, Aeluropus, Afrotrichloris, Agenium, Agnesia, Agraulus, Agrestis, Agriopyrum, Agropogon, Agropyron, Agropyropsis, Agrosticula, Agrostis, Agrostomia, Aira, Airella, Airidium, Airochloa, Airopsis, Alexfloydia, Alloeochaete, Allolepis, Alloteropsis, Alopecurus, Alvimia, Amblyopyrum, Ammochloa, Ammophila, Ampelodesmos, Amphibromus, Amphicarpum, Amphipogon, Anadelphia, Ancistrachne, Ancistragrostis, Andropogon, Andropterum, Anemanthele, Aniselytron, Anomochloa, Anthaenantiopsis, Anthenantia, Anthephora, Anthochloa, Anthoxanthum, Antinoria, Apera, Aphanelytrum, Apluda, Apochiton, Apoclada, Apocopis, Apogonia, Arberella, Arctagrostis, Arctophila, Aristida, Arrhenatherum, Arthragrostis, Arthraxon, Arthropogon, Arthrostylidium, Arundarbor, Arundinaria: "bambú", Arundinella, Arundo, Arundoclaytonia, Atheropogon, Atropis, Aulaxanthus, Aulonemia, Australopyrum, Austrochloris, Austrodanthonia, Austrofestuca, Austrostipa, Avellinia, Avena, Avenula, Axonopus.

- Bambusa, Baptorhachis, Bealia, Beckeropsis, Beckmannia, Beckera, Bellardiochloa, Bellardiochloa, Berghausia, Bewsia, Bhidea, Blepharidachne, Blepharoneuron, Boissiera, Boivinella, Borinda, Bothriochloa, Bouteloua, Brachiaria, Brachyachne, Brachychloa, Brachyelytrum, Brachypodium, Briza, Brizopyrum, Bromidium, Bromuniola, Bromus, Brylkinia, Buchloë, Buchlomimus, Buergersiochloa

- Calamogrostis, Calamovilfa, Calderonella, Calosteca,Calotheca, Calyptochloa, Campulosus, Camusiella, Capillipedium, Caryochloa, Castellia, Catabrosa, Catabrosella, Catalepis, Catapodium, Cathestecum, Cenchrus, Centotheca, Centrochloa, Centropodia, Cephalostachyum, Chaboissaea, Chaetium, Chaetobromus, Chaetochloa, Chaetopoa, Chaetopogon, Chaetostichium, Chamaeraphis, Chandrasekharania, Chasechloa, Chasmanthium, Chasmopodium, Chevalierella, Chikusichloa, Chimonobambusa, Chionachne, Chionochloa, Chloachne, Chloris, Chlorocalymma, Chondrosium, Chrysochloa, Chrysopogon, Chumsriella, Chusquea, Cinna, Cladoraphis, Clausospicula, Cleistachne, Cleistochloa, Cliffordiochloa, Clinelymus, Cockaynea, Coelachne, Coelachyropsis, Coelachyrum, Coelorachis, Coix, Colanthelia, Coleanthus, Colpodium, Commelinidium, Cornucopiae, Cortaderia, Corynephorus, Cottea, Craspedorhachis, Crinipes, Crithopsis, Crypsis, Cryptochloa, Ctenium, Ctenopsis, Cutandia, Cyathopus, Cyclostachya, Cymbopogon, Cymbosetaria, Cynodon, Cynosurus, Cyperochloa, Cyphochlaena, Cypholepis, Cyrtococcum

- Dactylis, Dactyloctenium, Daknopholis, Dallwatsonia, Danthonia, Danthoniastrum, Danthonidium, Danthoniopsis, Dasyochloa, Dasypoa, Dasypyrum, Davidsea, Decaryella, Decaryochloa, Dendrocalamus, Dendrochloa, Deschampsia, Desmazeria, Desmostachya, Deyeuxia, Diandrochloa, Diandrolyra, Diandrostachya, Diarrhena, Dichaetaria, Dichanthelium, Dichanthium, Dichelachne, Diectomis, Dielsiochloa, Digastrium, Digitaria, Digitariopsis, Dignathia, Diheteropogon, Dilophotriche, Dimeria, Dimorphochloa, Dimorphostachys, Dinebra, Dinochloa, Diplachne, Diplopogon, Dissanthelium, Dissochondrus, Distichlis, Drake-Brockmania, Dregeochloa, Dryopoa, Dupontia, Duthiea, Dybowskia.

- Eatonia, Eccoilopus, Eccoptocarpha, Echinaria, Echinochloa, Echinolaena, Echinopogon, Ectrosia, Ectrosiopsis, Ehrharta, Ekmanochloa, Eleusine, Elionurus, Elymandra, Elymordeum, Elymus, Elyonurus, Elytrigia, Elytrophorus, Elytrostachys, Enneapogon, Enteropogon, Entolasia, Entoplocamia, Epicampes, Eragrostiella, Eragrostis, Eremium, Eremochloa, Eremopoa, Eremopogon, Eremopyrum, Eriachne, Erianthus, Erianthecium, Eriochloa, Eriochrysis, Eriocoma, Erioneuron, Erythranthera, Euchlaena, Euclasta, Eulalia, Eulaliopsis, Eustachys, Euthryptochloa, Exotheca,

- Fargesia, Farrago, Fasciculochloa, Festuca, Festucella, Festucopsis, Fingerhuthia, Fourniera, Froesiochloa.

- Garnotia, Gastridium, Gaudinia, Gaudiniopsis, Germainia, Gerritea, Gigantochloa, Gilgiochloa, Glaziophyton, Glyceria, Glyphochloa, Gouinia, Gouldochloa, Graphephorum, Greslania, Griffithsochloa, Guadua, Guaduella, Gymnachne, Gymnopogon, Gymnostichum, Gynerium.

- Habrochloa, Hackelochloa, Hainardia, Hakonechloa, Halopyrum, Harpachne, Harpochloa, Helictotrichon, Helopus, Helleria, Hemarthria, Hemisorghum, Henrardia, Hesperostipa, Heterachne, Heteranthelium, Heteranthoecia, Heterocarpha, Heteropholis, Heteropogon, Heterosteca, Hickelia, Hierochloë, Hilaria, Hitchcockella, Holcolemma, Holcus, Homolepis, Homopholis, Homozeugos, Hookerochloa, Hordelymus, Hordeum, Hubbardia, Hubbardochloa, Humbertochloa, Hyalopoa, Hydrochloa, Hydrothauma, Hygrochloa, Hygroryza, Hylebates, Hymenachne, Hyparrhenia, Hyperthelia, Hypogynium, Hypseochloa, Hystrix.

- Ichnanthus, Imperata, Indopoa, Indosasa, Isachne, Isalus, Ischaemum, Ischnochloa, Ischnurus, Iseilema, Ixophorus

- Jansenella, Jarava, Jardinea, Jouvea, Joycea.

- Kampochloa, Kaokochloa, Karroochloa, Kengia, Kengyilia, Kerriochloa, Koeleria.

- Lagurus, Lamarckia, Lamprothyrsus, Lasiacis, Lasiorhachis, Lasiurus, Lecomtella, Leersia, Lepargochloa, Leptagrostis, Leptaspis, Leptocarydion, Leptochloa, Leptochloöpsis, Leptocoryphium, Leptoloma, Leptosaccharum, Leptothrium, Lepturella, Lepturidium, Lepturopetium, Lepturus, Leucophrys, Leucopoa, Leymus, Libyella, Limnas, Limnodea, Limnopoa, Lindbergella, Linkagrostis, Lintonia, Lithachne, Littledalea, Loliolum, Lolium, Lombardochloa, Lophacme, Lophatherum, Lophochlaena, Lopholepis, Lophochloa, Lophopogon, Lophopyrum, Lorenzochloa, Loudetia, Loudetiopsis, Louisiella, Loxodera, Luziola, Lycochloa Lycurus, Lygeum.

- Maclurolyra, Maillea, Malacurus, Maltebrunia, Manisuris, Megalachne, Megaloprotachne, Megastachya, Melanocenchris, Melica, Melinis, Melocalamus, Melocanna, Merisachne, Merostachys, Mesosetum, Merxmuellera, Metasasa, Metcalfia, Mibora, Micraira, Microbriza, Microcalamus, Microchloa, Microlaena, Micropyropsis, Micropyrum, Microstegium, Mieropyrum, Mildbraediochloa, Milium, Miscanthidium, Miscanthus, Mnesithea, Mniochloa, Molineria, Molinia, Monachather, Monachne, Monanthochloë, Monelytrum, Monium, Monocladus, Monocymbium, Monodia, Monostachya, Mosdenia, Muhlenbergia, Munroa, Myriocladus, Myriostachya.

- Narduroides, Nardus, Narenga, Nassella, Nastus, Neeragrostis, Neesiochloa, Nematopoa, Neobouteloua, Neohouzeaua, Neostapfia, Neostapfiella, Nephelochloa, Neurachne, Neyraudia, Notochloë, Notodanthonia.

- Ochlandra, Ochthochloa, Odontelytrum, Odyssea, Olmeca, Olyra, Ophiochloa, Ophiuros, Opizia, Oplismenopsis, Oplismenus, Orcuttia, Oreobambos, Oreochloa, Orinus, Oropetium, Ortachne, Orthoclada, Orthopogon, Otachyrium, Oryza, Oryzidium, Oryzopsis, Otachyrium, Otatea, Ottochloa, Oxychloris, Oxyrhachis, Oxytenanthera.

- Panicularia, Panicum, Pappophorum, Parapholis, Parafestuca, Parahyparrhenia, Paraneurachne, Parapholis, Paratheria, Parectenium, Pariana, Parodiolyra, Pascopyrum, Paspalidium, Paspalum, Pennisetum, Pentameris, Pentapogon, Pentarrhaphis, Pentaschistis, Pereilema, Periballia, Peridictyon, Perotis, Perrierbambus, Perulifera, Petriella, Peyritschia, Phacelurus, Phaenanthoecium, Phaenosperma, Phalaris, Pharus, Pheidochloa, Phippsia, Phleum, Pholiurus, Phragmites, Phyllorhachis, Phyllostachys, Pilgerochloa, Piptatherum, Piptochaetium, Piptophyllum, Piresia, Piresiella, Plagiantha, Plagiosetum, Planichloa, Plectrachne, Pleiadelphia, Pleuraphis, Pleuroplitis, Pleuropogon, Plinthanthesis, Poa, Pobeguinea, Podophorus, Poecilostachys, Pogonachne, Pogonarthria, Pogonatherum, Pogoneura, Pogonochloa, Pogononeura, Pohlidium, Poidium, Polevansia, Pollinia, Polliniopsis, Polypogon, Polytoca, Polytrias, Pommereulla, Porteresia, Potamophila, Pringleochloa, Prionanthium, Prosphytochloa, Psammagrostis, Psammochloa, Psathyrostachys, Pseudanthistiria, Pseudarrhenatherum, Pseudechinolaena, Pseudobromus, Pseudochaetochloa, Pseudocoix, Pseudodanthonia, Pseudodichanthium, Pseudopentameris, Pseudophleum, Pseudopogonatherum, Pseudoraphis, Pseudoroegneria, Pseudosasa, Pseudosorghum, Pseudostachyum, Pseudovossia, Pseudoxytenanthera, Pseudozoysia, Psilathera, Psilolemma, Psilurus, Pterochloris, Ptilagrostis, Puccinellia, Puelia, Pyrrhanthera.

- Racemobambos, Raddia, Raddiella, Ramosia, Ratzeburgia, Redfieldia, Reederochloa, Rehia, Reimaria, Reimarochloa, Reitzia, Relchela, Rendlia, Reynaudia, Rhabdochloa, Rhipidocladum, Rhizocephalus, Rhomboelytrum, Rhombolytrum, Rhynchelytrum, Rhynchoryza, Rhytachne, Richardsiella, Robynsiochloa, Rottboellia, Rytidosperma.

- Saccharum, Sacciolepis, Sartidia, Sasa, Saugetia, Savastana, Schaffnera, Schaffnerella, Schedonnardus, Schenckochloa, Schismus, Schizachne, Schizachyrium, Schizostachyum, Schmidtia, Schoenefeldia, Sclerachne, Sclerochloa, Sclerodactylon, Scleropoa, Scleropogon, Sclerostachya, Scolochloa, Scribneria, Scrotochloa, Scutachne, Secale, Sehima, Senites, Semiarundinaria, Sericura, Serrafalcus, Sesleria, Sesleriella, Setaria, Setariopsis, Shibataea, Sieglingia, Sitanion, Silentvalleya, Simplicia, Sinarundinaria, Sinoarundinaria, Sinobambusa, Sinocalamus, Sinochasea, Sitanion, Smidetia, Snowdenia, Soderstromia, Sohnsia, Solenachne, Sorghastrum, Sorghum, Spartina, Spartochloa, Spathia, Sphaerium, Sphaerobambos, Sphaerocaryum, Spheneria, Sphenopholis, Sphenopus, Spinifex, Spodiopogon, Sporobolus, Steinchisma, Steirachne, Stenotaphrum, Stephanachne, Stereochlaena, Steyermarkochloa, Stiburus, Stilpnophleum, Stipa, Stipagrostis, Stiporyzopsis, Streblochaete, Streptachne, Streptochaeta, Streptogyna, Streptolophus, Streptostachys, Styppeiochloa, Sucrea, Suddia, Swallenia, Swallenochloa, Symplectrodia, Syntherisma

- Taeniatherum, Taeniorhachis, Tarigidia, Tatianyx, Teinostachyum, Tetrachaete, Tetrachne, Tetrapogon, Tetrarrhena, Thamnocalamus, Thaumastochloa, Thelepogon, Thellungia, Themeda, Thinopyrum, Thrasya, Thrasyopsis, Thuarea, Thyridachne, Thyridolepis, Thyrsia, Thyrsostachys, Thysanolaena, Timouria, Torreyochloa, Tovarochloa, Trachypogon, Trachys, Tragus, Trachypogon, Triachyrum, Tribolium, Trichodium, Tricholaena, Trichoneura, Trichopteryx, Tricuspis, Tridens, Trikeraia, Trilobachne, Triniochloa, Triodia, Triplachne, Triplasis, Triplachne, Triplasis, Triplopogon, Tripogon, Tripsacum, Triraphis, Triscenia, Trisetaria, Trisetum, Tristachya, Triticum, Tsvelevia, Tuctoria

- Uniola, Uranthoecium, Urelytrum, Urochlaena, Urochloa, Urochondra.

- Vahlodea, Vaseyochloa, Ventenata, Vetiveria, Vietnamochloa, Vietnamosasa, Viguierella, Vilfa, Vossia, Vulpia, Vulpiella.

- Wangenheimia, Wasatchia, Weingaertneria, Whiteochloa, Wilibalda, Willbleibia, Willkommia, Windsoria, Wirtgenia

- Xerochloa

- Yadakeya, Yakirra, Ystia, Yushania, Yvesia.

- Zea, Zeia, Zenkeria, Zeocriton, Zerna, Zeugites, Zingeria, Zizania, Zizaniopsis, Zonotriche, Zoysia, Zygochloa.